# Crónica de familia
Crónica de familia és una pel·lícula mexicana del director Diego López Rivera, va ser gravada durant 1985 i estrenada l'11 de desembre de 1986. El film va ser nominat per a sis arieles, dels quals va guanyar dos: Millor Fotografia i Guió Cinematogràfic.

## Sinopsi
Una parella de joves enamorats, María i Esteban, anhelen emprendre un viatge per Europa, però la seva falta de diners els porta a planejar un robatori al pare de la núvia. Una nit Esteban entra a la casa de la seva enamorada cobert amb un passamuntanyes, amb la finalitat de robar una caixa forta, però el germà de María el troba i l'assassina amb un tret. La família, en adonar-se del succeït, decideix usar les seves influències perquè el crim no transcendeixi. Poc després María els confessa que el mort era el seu nuvi, i que ella està embarassada. La família decideix que el fill de María adoptarà el cognom familiar i serà criat com un fill més.
Dins de la caixa forta dels pares de María es trobaven documents que provaven la participació del pare d'Esteban en l'assassinat d'un líder de colons, la qual cosa genera encara més tensió entre les famílies.

## Repartiment
- Ernesto Gómez Cruz
- Fernando Balzaretti
- Martha Verduzco
- Ana Silvetti
- Alfonso André
- César Adrián Sánchez
- Claudia Ramírez
- José Carlos Ruiz
- Patricia Dávalos
- Fernando Galán
- Roberto Palazuelos
- Fernando Sanz

## Recepció
El film va ser elogiat gairebé de manera general per la crítica cinematogràfic nacional, perquè reflectia els vicis d'una societat que difícilment era reflectida en els mitjans de comunicació. "Aquí no hi ha res a l'atzar, o fantàstic. És producte d'una realitat: la petita burgesia mexicana, corrupta i falta de valors. Assumpte ben estructurat, a més de comptar amb un excel·lent quadre d'actors que van respondre a les exigències dels seus personatges".
El crític de cinema Jorge Ayala Blanco va dir referent al film: "Creant i comprimint espais amb una sumptuosa grandiositat... La sensitiva fermesa de Diego López i el seu camerògraf Arturo de la Rosa, no jutja, va a la conquesta gestual precisa del signe secret del revelador posat accidental, en cadascun d'aquests personatges presoners dels seus interessos dins de la política familiar, formes de vida i reduccions eminents dels seus valors de classe".